# Эпплтон, Натали
Натали́ Джейн Э́пплтон-Ха́улетт (англ. Natalie Jane Appleton-Howlett; 14 мая 1973, Миссиссога, Онтарио, Канада) — канадская поп-певица и актриса.

## Карьера
За свою 13-летнюю карьеру, длившуюся в 1996—2009 годах, Эпплтон участвовала в женской поп-группе «All Saints» (в 1996—2009) и в поп-дуэте «Appleton» (в 2002—2003 года), в обоих коллективах работала со своей младшей сестрой Николь Эпплтон, в 2000—2003 годах выступала сольно. Также в 2000—2004 годах Эпплтон снималась в кино.

## Личная жизнь
В 1993—1995 годах Натали была замужем за стриптизёром Карлом Робинсоном (род. 1967). Ещё до вступления в брак с Робинсоном Эпплтон родила от него своего первенца — дочь Рэйчел Робинсон (род. 19.05.1992).
С 6 июня 2002 года Эпплтон замужем за музыкантом Лиамом Хаулеттом (род. 1971). В этом браке она родила своего второго ребёнка — сына Эйса Билли Хаулетта (род. 02.03.2004).